# Станіслав Дунецький
Станіслав Дунецький (25 листопада 1839, Львів — 16 грудня 1870, Венеція) — польський композитор і диригент.
Спочатку він вивчав фортепіано та композицію у Й. Кесслера. У 1854—1858 роках він навчався у Лейпцигу, у 1859 році — у Відні, потім у Франсуа Жозефа Феті в Брюсселі та Берліоза в Парижі. У 1863 році він повернувся до Польщі та зайняв посаду Капельмейстера малої польської сцени в Чернівцях. У 1864 році він став капельмейстером театру у Львові, де поставив свою найпопулярнішу оперету «Paziowie Królowej Marysieńki», яку також грали у 1865 році у Відні та Кракові. На той час роль пажа Стефана виконувала Гелена Моджеєвська. Потім Дунецький залишився у Варшаві, він писав репортажі про оперні вистави в тижневику «Kłosy». Оскільки в опері у Варшаві не було поставлено його «Пажів», він зайняв посаду капельмейстера театрального оркестру Кракова в 1866 році. Під час перебування в Кракові він почав організовувати оперні вистави — поставив «Галку» (29 листопада 1866, композитор був присутній на виставі 29 грудня 1866) та «Verbum nobile» Станіслава Монюшка (18 січня 1867), а також власні опери та оперети — але, незважаючи на ці зусилля, краківська опера не йшла. Дунецький також писав статті в краківському тижневику «Каліна». Внаслідок захворювання легенів у 1867 він виїхав за кордон; був у Румунії, Мерані, Тіролі, нарешті, оселився у Венеції. Помер 16 грудня 1870 у Венеції від туберкульозу.